# Catedral metropolitana de Londrina
La Catedral Metropolitana de Londrina Es un templo que pertenece a la Iglesia católica que está en el centro de la ciudad de Londrina, al municipio del norte de Paraná en el país sudamericano de Brasil. Es la catedral de la arquidiócesis de Londrina.
Construida en madera, en el punto más alto de la tierra utilizada para albergar a la ciudad de Londrina, la segunda iglesia de la ciudad fue construido sobre la base de los diseños del ingeniero Willie Davids, que fue inaugurada el 19 de agosto de 1934. En 1937, diseñó un proyecto en estilo neogótico por el ingeniero Fristch. En 1938 se inició la construcción con la colocación de la primera piedra, y se terminó en 1941, siendo la más reciente adición realizada en 1951 con la colocación de la torre del reloj. En 1953, debido a la necesidad de una visión más grande fue encargado de un proyecto nuevo el ingeniero alemán Freckmann. La nueva iglesia comenzó con las obras en 1954. En 1962 la obra se detuvo por motivos financieros. Solo se reanudó en 1966 a través de un nuevo proyecto de los arquitectos Eduardo Rosso y Yoshimasi Kimati. Fue inaugurada finalmente el 17 de diciembre de 1972.